# 泰勒地区克鲁伊
泰勒地区克鲁伊（法語：Crouy-en-Thelle，法語發音：[kʁui ɑ̃ tɛl]）是法国瓦兹省的一个市镇，属于桑利斯区。

## 地理
泰勒地区克鲁伊（49°12'55"N, 2°19'20"E）面积5.87 平方千米，位于法国上法蘭西大區瓦兹省，该省份为法国北部内陆省份，北起索姆省，西接厄尔省和滨海塞纳省，南至塞纳-马恩省和瓦兹河谷省，东临埃纳省。
与泰勒地区克鲁伊接壤的市镇（或旧市镇、城区）包括：布兰库尔莱普雷西、瓦兹河畔博朗、埃尔屈、莫朗格勒、泰勒地区讷伊、瓦兹河畔普雷西。

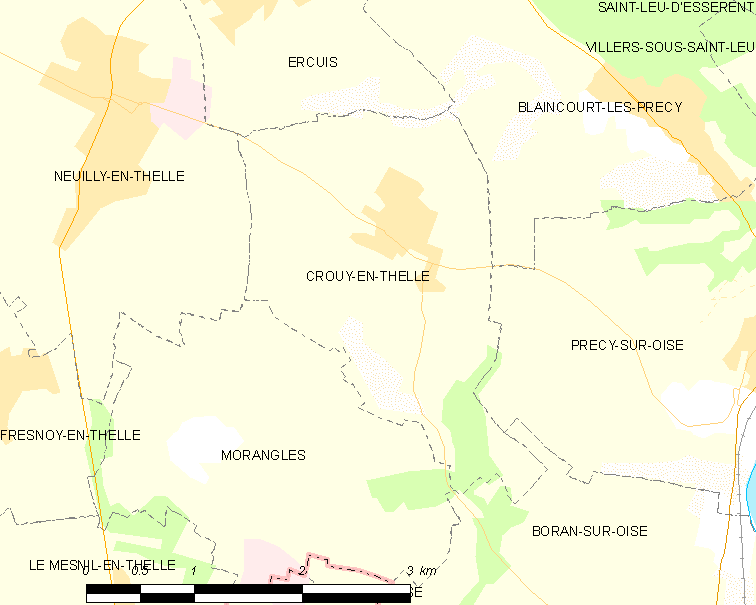
泰勒地区克鲁伊的OSM定位图

泰勒地区克鲁伊的时区为UTC+01:00、UTC+02:00（夏令时）。

## 行政
泰勒地区克鲁伊的邮政编码为60530，INSEE市镇编码为60185。

## 政治
泰勒地区克鲁伊所属的省级选区为尚蒂伊县。

## 人口

1962-2008年间泰勒地区克鲁伊人口变化图示

泰勒地区克鲁伊于2022年1月1日时的人口数量为1100人。